# Yolande de Courtenay
Yolande de Courtenay nait en 1196, fille de Pierre II de Courtenay empereur de Constantinople et de Yolande de Hainaut. Par son mariage avec André II Árpád, elle est Reine consort de Hongrie de 1215 à 1233.
Le 24 septembre 1213, Gertrude de Méran, la première épouse d'André II Árpád, meurt assassinée par des seigneurs hongrois. Le frère de Yolande, Henri Ier, empereur de Constantinople arrange alors son mariage avec André II.
Le mariage a lieu à Székesfehérvár en février 1215, mais Henri Ier meurt le 11 juillet 1216. André II fait valoir les droits de son épouse à la couronne de Constantinople, mais les barons de l'empire lui préfèrent Pierre II de Courtenay, un autre frère de Yolande.
Yolande entretient de bonnes relations avec les enfants du premier mariage de son époux. Elle meurt en 1233 à l'âge de 37 ans. Elle est inhumée à l'Abbaye d'Egres, alors en Hongrie (aujourd'hui Igriș en Roumanie).

## Mariage et descendance
De son mariage avec André II nait une fille, Yolande, qui épouse Jacques Ier d'Aragon.